# Marlon Yant
Marlon Yant Herrera (Santa Clara, 23 maggio 2001) è un pallavolista cubano, schiacciatore dello Zenit San Pietroburgo.

## Carriera

### Club
Cresciuto nel Villa Clara, dove gioca dal 2017 al 2019, nell'annata 2019-20 vola oltreoceano, segnatamente in Francia, per sposare la causa dello Chaumont, impegnato in Ligue A.
Nella stagione 2020-21 si trasferisce quindi in Italia per disputare la Superlega con la Lube con cui conquista due scudetti e una Coppa Italia. Dopo un quadriennio nelle Marche, nel campionato 2024-25 viene ingaggiato dallo Zenit San Pietroburgo, nella Superliga russa

## Palmarès

### Club
- Campionato italiano: 2

2020-21, 2021-22
- Coppa Italia: 1

2020-21

### Nazionale (competizioni minori)
- Coppa panamericana Under-21 2017
- Campionato mondiale Under-21 2017
- Coppa panamericana 2017
- Campionato mondiale Under-23 2017
- Coppa panamericana 2018
- Coppa panamericana Under-23 2018
- Coppa panamericana 2019
- Volleyball Challenger Cup 2019
- Giochi panamericani 2019
- NORCECA Champions Cup 2019
- NORCECA Final Four 2022[5][6]
- NORCECA Final Six 2022[7]
- Volleyball Challenger Cup 2022[8]
- Coppa panamericana 2022[9]
- Giochi centramericani e caraibici 2023[10]

### Premi individuali
- 2019 - Qualificazioni nordamericane alla Volleyball Challenger Cup: Miglior servizio
- 2019 - Qualificazioni nordamericane alla Volleyball Challenger Cup: Miglior ricevitore
- 2022 - NORCECA Final Four: Miglior schiacciatore[11]